# Darryn Binder
Darryn Binder, född 21 januari 1998 i Potchefstroom, är en sydafrikansk roadracingförare som tävlar i Moto3-klassen i världsmästerskapen i Grand Prix Roadracing. Han är yngre bror till Brad Binder.

## Tävlingskarriär
Binder kom till Grand Prix-cirkusen via Red Bull Rookies Cup. Han gjorde år 2015 VM-debut i roadracing i Moto3-klassen som ordinarie förare för Outox Reset Drink Team på en Mahindra. Binder körde 2016 för stallet Platinum Bay Real Estate och fortsatte där 2017, fast på en KTM istället för Mahindra. 2018 körde Binder för Ajo Motorsport och kom på 17:e plats i VM. 2019 kör Binder för CIP Green Power på KTM.

## Framskjutna placeringar
Uppdaterad till 2021-04-05.
| Nr | Grand Prix | År   |
| -- | ---------- | ---- |
| 1  | Katalonien | 2020 |

| Nr | Grand Prix | År   |
| -- | ---------- | ---- |
| 1  | Argentina  | 2019 |
| 2  | Aragonien  | 2020 |
| 3  | Doha       | 2021 |

| Nr | Grand Prix | År   |
| -- | ---------- | ---- |
| 1  | Japan      | 2018 |
| 2  | Qatar      | 2021 |